# Экономика, ориентированная на предложение
Эконо́мика, ориенти́рованная на предложе́ние или эконо́мика предложе́ния (англ. supply-side economics) — макроэкономическая теория, согласно которой экономический рост можно эффективно стимулировать за счет снижения барьеров для производства (предложения) товаров и услуг, то есть за счет снижения налогов и снятия запретов, создаваемых государственным регулированием. В таком случае потребитель получает больше товаров и услуг по меньшей цене.
Если налоги высоки, то производство невыгодно, и налоговые сборы падают до нуля, как если бы уровень налогообложения был равен нулю. Максимальный сбор налогов возможен при некотором промежуточном значении уровня налогообложения между 0 и 100 %. Поэтому к повышению налоговых сборов может привести как повышение, так и понижение налоговой ставки, и для предсказания эффекта изменений в налоговой политике надо проводить расчёты.
Собственно термин экономика, ориентированная на предложение появился в 1970-х годах, а её основоположниками считают известных экономистов Роберта Манделла и Артура Лаффера.

## Происхождение
Развитие экономической теории предложения началось в 1970-х годах в ответ на неудачи экономической политики США и других стран Запада, построенной на основе теории Дж. М. Кейнса. В этот период западная экономика переживала глубокий кризис, стагфляцию и обострение экономической и политической конкуренции со странами третьего мира, наиболее острым выражением которого был нефтяной кризис 1973 года. Австрийская школа экономики предложила новую концепцию макроэкономики, корни которой уходили в учения ряда известных мыслителей прошлого, среди которых Ибн Хальдун, Джонатан Свифт, Дэвид Юм, Адам Смит, Александр Гамильтон.
Как и классическая политическая экономия, экономика, ориентированная на предложение, основана на идее о том, что ключом к экономическому процветанию является производство или предложение товаров и услуг, в то время как потребление и спрос являются вторичными. Ранее эта идея выражалась в законе Сэя, который гласит:

Продукт создается не раньше, чем он, с этого момента, может быть обменян на другие продукты, стоимость которых полностью покрывает его собственную цену.Оригинальный текст (англ.)A product is no sooner created, than it, from that instant, affords a market for other products to the full extent of its own value.
— (J. B. Say, 1803: pp.138–9)
Кейнс перефразировал этот закон: «предложение порождает спрос» и перевернул закон Сэя с ног на голову, заявляя в 1930-х годах, что спрос рождает предложение. Но закон Сэя не значит, что производство некоторого продукта создает спрос для данного конкретного продукта, он лишь указывает, что производитель продукта ищет способ его обмена на другие продукты.
В конце 1970-х — начале 1980-х годов ряд экономистов сформулировал основные тезисы новой теории предложения и критику действий администрации Никсона и других западных правительств по регуляции экономики на основе чрезмерно высокого налогообложения. Они сформулировали принципы более эффективного налогообложения, а также его влияния на производство, сбережения и экономический рост. Эти принципы были основаны на анализе кривой Лаффера, которая выражает зависимость налоговых сборов от ставки налогообложения. Слишком высокие налоги ведут к спаду производства и к понижению налоговых сборов, поэтому понижение налоговой ставки от существовавшей на тот момент и отмена части налогов должны были стимулировать производство и, в конечном счете, увеличить общую сумму налоговых поступлений. Кроме того, предлагалось индексировать налоговую ставку, приводя её в соответствие с уровнем инфляции.
Создателей и апологетов новой теории предложения критиковали как политических консерваторов, но сами они отрицали какое-либо влияние идеологии на свои экономические взгляды. Более того, они указывали на тот факт, что конечной целью предлагавшейся налоговой реформы было не уменьшение, а увеличение налоговых сборов и участия государства в перераспределении национального дохода, что резко отличало их от традиционных консерваторов. Некоторые экономисты усматривали также сходство между теорией предложения и кейнсианством, которое также предполагает регулирование экономики через правительственные программы и разницу между расходами правительства и налоговыми сборами. Однако новая теория предложения не предусматривает намеренное создание бюджетного дефицита для стимулирования потребления и оборота. Определенное сходство существует также между теорией предложения и экономическими взглядами Карла Маркса и Адама Смита. Бартон Биггс, один из высших руководителей нью-йоркского банка Morgan Stanley, считает новую теорию предложения важнейшей в истории экономики после теории Маркса.
Администрация Рональда Рейгана, которая приняла новую теорию на вооружение, оправдывала свои действия старой пословицей «прилив поднимает все лодки».

## Теория налоговой политики
Согласно теории предложения, повышение налогов подавляет экономические связи на внутреннем рынке и инвестиции в производство. Налоги являются одним из экономических барьеров или тарифов, вынуждающих экономических субъектов переходить к менее эффективной экономической деятельности, в частности, менее специализированной и менее квалифицированной. Понижение налогов на внутреннем рынке производит такой же эффект, что и понижение таможенных тарифов на внешнем, то есть активизирует свободное перемещение товаров и капиталов, что приводит к экономической экспансии.

## Теория монетарной политики
Целью монетарной политики должно быть поддержание данного валютного курса центральным банком независимо от количества денежной массы, которая создается или изымается им из оборота. Эта точка зрения существенно отличается как от монетаристской, так и от кейнсианской.
Согласно теории макроэкономики, общий уровень цен повышается в соответствии с ростом стоимости потребительской корзины, а согласно теории предложения, уровень инфляции зависит от выбора покупателей на рынке товаров и услуг и должен учитывать рост потребления более качественных товаров. С начала 1980-х годов при определении уровня инфляции используют индекс потребительских цен, но рост качества товаров и услуг он не учитывает, что позволяет утверждать, что реальная инфляция ниже расчётной. С другой стороны, многие экономисты указывают, что реальная инфляция в экономических индексах недооценивается, поскольку в течение 1990-х годов денежная масса была существенно увеличена. В частности поэтому индексу потребительских цен нередко предпочитают дефлятор ВВП.
Ряд приверженцев теории предложения считает наилучшей денежной единицей золото, которым можно оценивать стоимость фиатных денег. В системе фиатных денег правительство имеет право определять объём денежной массы и, тем самым, определять стоимость денег. Обесценивание валюты может быть расценено как результат ошибочной политики центрального банка.

## Сбор налогов
Основоположники новой теории считали, что экономический рост в долгосрочной перспективе должен покрывать кратковременное сокращение сбора налогов вследствие уменьшения налоговой ставки, и в результате общий сбор налогов даже увеличится. Они усматривали подтверждение этому в итогах экономической политики 1980-х годов, хотя ряд экономистов это оспаривает:

Далеко идущие обещания экономической теории предложения не материализовались. Президент Рейган заявлял, что благодаря эффекту, описываемому кривой Лаффера, его правительство смогло оплачивать свои расходы, сократить налоги и сбалансировать бюджет. Но это не так. Налоговые сборы резко сократились по сравнению с уровнем, которого следовало ожидать без сокращения налогов.Оригинальный текст (англ.)The extreme promises of supply-side economics did not materialize. President Reagan argued that because of the effect depicted in the Laffer curve, the government could maintain expenditures, cut tax rates, and balance the budget. This was not the case. Government revenues fell sharply from levels that would have been realized without the tax cuts.
— 
- Karl Case & Ray Fair, Principles of Economics (2007), p. 695.
Сторонники теории предложения на эту критику отвечают критикой расчётов своих оппонентов, заявляя, что их данные завышают потери бюджета из-за сокращения налогов. В 2003 г. Офис Конгресса по бюджету провел ряд новых расчётов, используя разные способы вычислений. Из девяти моделей две предсказывали значительное уменьшение дефицита государственного бюджета в случае сокращения налогообложения, но согласно остальным семи оптимизации бюджета ожидать нельзя.

## Реальный опыт налоговой и монетарной политики США

### 1970-е годы
В 1971 г. президент Никсон прекратил конвертацию доллара в золото, что означало конец Бреттон-Вудской системы. Цены на биржевые товары, в особенности золото и нефть, которые и так постепенно повышались, резко подскочили. С точки зрения теории предложения, чрезмерно высокое налогообложение на инвестиции привело к истощению стимулов к реинвестированию капиталов, а в сочетании с усиливавшимися сомнениями в прочности американской валюты это скоро привело к девальвации доллара. В сущности, и ранее не цены на товары повышались, а цена валюты падала, и официальное сообщение о девальвации лишь констатировало этот факт. По мнению Роберта Манделла, инфляционное давление было заложено бюджетной политикой президента Джонсона, хотя Лестер Туроу считает, что созданный в годы его правления дефицит бюджета США оказал не слишком значительное влияние на экономику, а наиболее важным фактором был дефицит торгового баланса 1960-х годов.

#### Стагфляция
Стагфляция — это период упадка или медленного экономического роста в условиях высокой безработицы (стагнация) и роста цен (инфляция). Роберт Манделл считает причиной стагфляции 1970-х годов нежелание президента Никсона понизить налоги, что стало причиной сворачивания инвестиций в производство. Согласно расчётам фондового индекса S&P 500, рынок ценных бумаг между 1972 и 1982 гг. сократился вдвое, а освободившиеся средства были вложены в недвижимость. Сторонники теории предложения считают, что эту тенденцию удалось преодолеть только путём понижения налогов в 1981 г., в то время как кейнсианцы полагают, что имела место всего лишь длительная биржевая игра на понижение курсов акций, и она окончилась, как только уровень инфляции пошел на убыль.

### Рейганомика
Рональд Рейган принял теорию предложения на вооружение своей администрации и сократил налоги. Его соперник внутри республиканской партии Джордж Буш-старший в том же 1980 г., когда вместе с Рейганом выиграл президентский выборы в качестве кандидата в вице-президенты, пренебрежительно называл новую теорию «экономикой вуду». Но позже он и сам стал сторонником теории предложения, что помогло ему стать президентом в 1988 г. и обусловило его поражение на выборах 1992 г. из-за отказа выполнять предвыборные обещания и не повышать налоги.
Сторонники теории предложения считают, что сокращение налогов, проведенное в 1981 г., помогло преодолеть экономический кризис 1980—1982 гг. и обусловило последующие «семь тучных лет». Критики же утверждают, что окончание кризиса было предсказано ещё в конце 1970-х годов моделью IS-LM и стало результатом повышения ставки по федеральным фондам, которое сбило волну инфляции.
Рейган описывал ситуацию, сложившуюся во время спада начала 1980-х, как «слишком много долларов ищут слишком мало товаров» и обещал постепенно и безболезненно вывести нацию из кризиса. Пол Волкер, глава Федеральной резервной системы, отказался от проведения прежней монетарной политики и принял меры по уменьшению денежной массы, что должно было умерить темпы инфляции. Одновременно Рейган провел через Конгресс законопроекты об уменьшении налогового бремени на 749 миллиардов долларов в течение пяти лет. Сокращен был главным образом подоходный налог, в то время как ставки по ряду других налогов были увеличены. По мнению Пола Кругмана, когда Рейган пришел к власти, у сторонников теории предложения появился шанс опробовать свою теорию на практике, но они провалились. Хотя Кругман считает, что эта теория оказалась намного лучше, чем монетаризм, который «оставил экономику в руинах», реальность оказалась значительно хуже ожиданий. При Рейгане дефицит бюджета не только не сократился, но даже вырос. Иными словами, сокращение налогов не привело к увеличению налоговых сборов, которое полностью компенсировало бы потери бюджета, а несбывшиеся обещания сторонников теории предложения были лишь дымовой завесой для сокращения правительственных программ. Пол Самуэльсон сравнивал рейганомику с лечением глистов и считал, что Рейган пытался избавить больного от глистов, пырнув его ножом в живот. Рейган в ответ заявлял: «Мы можем убеждать своих детей не выпендриваться до тех пор, пока не охрипнем. Или мы можем просто меньше давать им на карманные расходы». Попытки восстановить программы поддержки бедным, сокращенные при Рейгане, до сих пор остаются безуспешными.
Грегори Мэнкью для описания ожиданий увеличения налоговых сборов при уменьшении налоговой ставки использовал термин «экономика фантазий»:

Приведу пример экономики фантазий 1980 г., когда небольшая группа экономистов обеспечивала поддержку кандидата в президенты Рональда Рейгана и убеждала его, что сокращение ставки подоходного налога может привести к увеличению налоговых сборов. Они утверждали, что если бы люди могли распоряжаться большей долей своего дохода, то стали бы лучше работать, чтобы больше зарабатывать. Даже если уменьшить налоговую ставку, доходы бы выросли настолько, что, как они заявляли, налоговые сборы увеличились бы. Почти все профессиональные экономисты, включая тех, кто поддерживал законопроекты Рейгана по уменьшению ставки налогообложения, видели, что такие заявления слишком оптимистичны. Понижение налоговой ставки может побудить людей больше работать, и до некоторой степени эти дополнительные усилия работников могут компенсировать прямые следствия снижения налогов, но не было никаких убедительных доказательств того, что эти дополнительные усилия будут достаточны для увеличения налоговых сборов на фоне сокращения налоговых ставок… Сидя на диете из фантазий, люди рискуют своим здоровьем, но редко добиваются длительного снижения веса тела, которого они хотели бы добиться. Точно так же политики, доверившиеся шарлатанам и сумасшедшим, редко добиваются тех результатов, на которые они рассчитывали. После избрания Рейгана Конгресс принял законы по сокращению налогообложения, на которых настаивал Рейган, но понижение ставок налогообложения к повышению налоговых сборов не привело.Оригинальный текст (англ.)An example of fad economics occurred in 1980, when a small group of economists advised Presidential candidate, Ronald Reagan, that an across-the-board cut in income tax rates would raise tax revenue. They argued that if people could keep a higher fraction of their income, people would work harder to earn more income. Even though tax rates would be lower, income would rise by so much, they claimed, that tax revenues would rise. Almost all professional economists, including most of those who supported Reagan's proposal to cut taxes, viewed this outcome as far too optimistic. Lower tax rates might encourage people to work harder and this extra effort would offset the direct effects of lower tax rates to some extent, but there was no credible evidence that work effort would rise by enough to cause tax revenues to rise in the face of lower tax rates. … People on fad diets put their health at risk but rarely achieve the permanent weight loss they desire. Similarly, when politicians rely on the advice of charlatans and cranks, they rarely get the desirable results they anticipate. After Reagan's election, Congress passed the cut in tax rates that Reagan advocated, but the tax cut did not cause tax revenues to rise.
— 

### 1990-е годы
Сторонники теории предложения обвиняют в рецессии 1991 г. Федеральную резервную систему и повышение налогов, произведенное администрацией президента Клинтона. Традиционные же экономисты связывают негативные явления в экономике с влиянием роста дефицита государственного бюджета, который был создан за годы правления демократической партии, начиная с администрации президента Джонсона и усугублен при Рейгане.

### После 2000 г.
Накануне сокращений налоговых ставок президентом Бушем в 2003 г. внепартийный Институт экономической политики опубликовал заявление десяти нобелевских лауреатов, выступавших против сокращения налогов. Они считали, что эта мера усугубит положение с дефицитом государственного бюджета, сократит возможности администрации по финансированию федеральных программ здравоохранения и пенсионного обеспечения, а также инвестиции в образование, инфраструктуру и научные исследования. В то же время Милтон Фридман, хотя и соглашался, что бюджетный дефицит увеличится, поддержал планы по сокращению налогов как средство для сокращения бюджетных расходов.
Позже Институт экономической политики проанализировал результаты налоговой политики Буша 2001—2003 гг. и установил, что сокращение налогов не вызвало ожидаемого стимулирующего эффекта и не оказало существенного влияния на темпы экономического роста. В то же время дефицит бюджета действительно вырос. Однако оппоненты Института указывают на длительность экономического роста и рост личных доходов американцев. Налоговые сборы вначале несколько уменьшились, но через некоторое время выросли до прежнего уровня вследствие экономического подъёма. Причины первоначального падения налоговых сборов также не вполне ясны, поскольку незадолго перед этим лопнул пузырь доткомов, что вызвало волну закрытий интернет-компаний. Общие налоговые сборы в 2000 г. с учетом инфляции составили 2025 миллиардов долларов. В 2001 г. налогов было собрано на 1946 миллиардов долларов, что на 79 миллиардов меньше. После понижения налоговых ставок в 2002 г. было собрано 1777 миллиардов долларов, что на 247 миллиардов меньше уровня 2000 г.. После нового сокращения налогов в 2003 г. сборы составили 1665 миллиардов долларов, что на 360 миллиардов меньше уровня 2000 г., а в 2004 г. — 1707 миллиардов, на 318 миллиардов меньше, чем в 2000 г. К 2005 г. налоговые сборы выросли до 1888 миллиардов долларов, а к 2006 г. — до 2037 миллиардов, что уже выше уровня 2000 г. на 12 миллиардов долларов. Общие потери бюджета за период с 2001 по 2005 г. составили 1142 миллиардов долларов, которые могли бы вернуться в бюджет к 2011 г., если бы экономический подъём продолжался до этого времени. Из них 640 миллиардов пришлось на потери от уменьшения ставки подоходного налога.
Согласно исследованиям Международного валютного фонда, кривая Лаффера работает даже при очень небольших изменениях в трудовых ресурсах, но эти изменения не вызывают эффект Лаффера. Это противоречит предсказаниям теории предложения, что повышение налоговых сборов зависит от объёма трудовых ресурсов. Эксперты МВФ полагают, что если эффект Лаффера имеет место, то он обусловлен ростом оптимизма налогоплательщиков. В частности, был исследован эффект снижения налогов в России после введения единой ставки подоходного налога в 13 %, что в сочетании с изменениями других налогов привело к снижению налогообложения практически для всех налогоплательщиков. Однако сборы налогов существенно выросли уже через год, на 46 % в номинальном выражении или на 26 % с учетом инфляции, и продолжали расти и далее.